# Sarah Utterback
Sarah Utterback (* 12. Januar 1982 in New Hampton, Chickasaw County, Iowa) ist eine US-amerikanische Schauspielerin und Filmproduzentin.

## Leben und Karriere
Sarah Utterback wurde in Iowa geboren und schloss mit Auszeichnung die Tisch School of the Arts in New York City ab. Sie studierte an der Royal Academy of Dramatic Art in London und an der Steppenwolf Theatre Company in Highland Park, Illinois. Sie ist außerdem die Gründerin Rushforth Productions von Rushforth Productions und der IAMA Theatre Company mit Sitz in Los Angeles. 
Nach Engagements am Theater folgten Kurzauftritte in Kurzfilmen und Fernsehserien wie My First Time Driving, Cold Case – Kein Opfer ist je vergessen, Ghost Whisperer – Stimmen aus dem Jenseits und Medium – Nichts bleibt verborgen. In zwei Episoden der Zeichentrickserie Family Guy sprach sie Lindsay Lohan. Am bekanntesten ist ihre Rolle der Krankenschwester Olivia Harper aus den ersten Staffeln der Fernsehserie Grey’s Anatomy. Utterback produzierte 2007 den Kurzfilm Who You Know.

## Filmografie
- 2005: Medium – Nichts bleibt verborgen (Medium, 2 Episoden)
- 2007: My First Time Driving (Kurzfilm)
- 2007: Cold Case – Kein Opfer ist je vergessen (Cold Case, Episode 5x02)
- 2007: Ghost Whisperer – Stimmen aus dem Jenseits (Ghost Whisperer, Episode 3x04)
- 2005–2009: Family Guy (2 Episoden, Stimme)
- 2005–2018: Grey’s Anatomy (19 Episoden)
- 2009: Navy CIS (NCIS, Episode 7x02)
- 2009: Path Lights (Kurzfilm)
- 2011–2012: Reception (11 Episoden)
- 2014: Detective Laura Diamond (The Mysteries of Laura, Episode 1x07)
- 2017: Cleansed (Fernsehserie)
- 2024: 9-1-1 (Episode 8x07)